# You Can’t Win
You Can’t Win – utwór Michaela Jacksona z musicalu The Wiz napisany przez Charliego Smallsa. Singiel dotarł do 81. miejsca na liście amerykańskiej Billboard Hot 100 singles chart

## Notowania
| Lista (1979)                         | Najwyższa pozycja |
| ------------------------------------ | ----------------- |
| U.S. Billboard Hot 100               | 81                |
| U.S. Billboard Hot R&B/Hip-Hop Songs | 42                |